# The Royal
The Royal, der på DR1 vises under navnet Landsbyhospitalet, er en engelsk drama-/hospitalsserie, som også er en spin-off-serie af Små og store synder (Heartbeat). De foregår begge i 1960'erne. Da serien begyndte, havde mange af de kendte karakterer fra "Små og store synder", bl.a. Bill Maynard (Claude Greengrass), en lille gæsterolle i serien.
| Fjernsyn | Spire Denne artikel om et tv-program er en spire som bør udbygges. Du er velkommen til at hjælpe Wikipedia ved at udvide den. |